# Crepidula nummaria
Crepidula nummaria är en snäckart som beskrevs av Gould 1846. Crepidula nummaria ingår i släktet Crepidula och familjen toffelsnäckor. Inga underarter finns listade i Catalogue of Life.